# Thới Tam Thôn
Thới Tam Thôn là một xã thuộc huyện Hóc Môn, Thành phố Hồ Chí Minh, Việt Nam.
Xã Thới Tam Thôn có diện tích 8,94 km², dân số năm 2021 là 85.293 người,  mật độ dân số đạt 9.540 người/km².